# Maciej Szczęsny
Maciej Szczęsny (* 28. Juni 1965 in Warschau) ist ein ehemaliger polnischer Fußballspieler und heutiger Fernsehkommentator.

## Karriere

### Vereinskarriere
Maciej Szczęsny erlernte das Fußballspielen bei Gwardia Warschau in dem Stadion WKS Gwardia Warszawa der polnischen Hauptstadt. Hier spielte er von 1983 bis 1987 in der 2. Liga. 1987 wechselte er dann zum polnischen Topklub Legia Warschau. Hier spielte er von 1987 bis 1996 und gewann in dieser Zeit mit Legia zweimal die Polnische Meisterschaft und dreimal den Polnischen Pokal. 1996 wechselte er zu Widzew Łódź. Auch mit Widzew gewann er einmal die Polnische Meisterschaft. 1998 verließ er den Verein in Richtung Polonia Warschau.
Auch bei Polonia blieb ihm der Erfolg treu. Er gewann die Polnische Meisterschaft und den Polnischen Supercup. Von 2001 bis 2002 spielte er für Wisła Kraków. Hier gewann er zum fünften Mal die Polnische Meisterschaft und den Polnischen Ligapokal. Mit Legia Warschau und Widzew Łódź spielte Szczęsny in der Champions League. Insgesamt brachte er es in seiner Karriere auf 236 Spiele in der Ekstraklasa.

### Nationalmannschaft
Für Polen spielte Szczęsny zwischen 1991 und 1996 insgesamt siebenmal. Jedoch war er nie die Nummer 1 im polnischen Tor.

## Erfolge
- 5× Polnischer Meister (1994, 1995, 1997, 2000 und 2001)
- 3× Polnischer Pokalsieger (1990, 1994 und 1995)
- 1× Polnischer Supercupsieger (2001)
- 1× Polnischer Ligapokalsieger (2001)

## Sonstiges
Sein Sohn Wojciech Szczęsny ist ebenfalls Fußballspieler und polnischer Nationaltorwart.
Seit 2002 ist Maciej Szczęsny Fußballkommentator beim polnischen Fernsehen (TVP und nSport).